# The Oceans of Ganymede
The Oceans of Ganymede — студийный альбом инди-группы Браззавиль, вышедший в 2016 году. The Oceans of Ganymede — дуэты Дэвида Брауна с другими рок-звездами, в частности, с солисткой группы «АлоэВера» Верой Мусаелян.
Вера Мусаелян: Дэвид дал полную свободу действий. Прислал по Интернету музыку, слова. И мне все очень понравилось, ну а буквально на следующий день я отправила ему уже свое видение песни и русские стихи. Дэвид со всем согласился, и мы начали работать. Так что очень приятное получилось сотрудничество.

## Список композиций
| №                   | Название                 | Длительность |
| ------------------- | ------------------------ | ------------ |
| 1.                  | «The Oceans of Ganymede» | 2:19         |
| 2.                  | «Happy Man»              | 3:19         |
| 3.                  | «Aurelia»                | 3:19         |
| 4.                  | «Girl»                   | 3:41         |
| 5.                  | «Dear Diary»             | 3:06         |
| 6.                  | «Aleppo»                 | 3:57         |
| 7.                  | «Sleep On My Shoulder»   | 3:57         |
| 8.                  | «Robot»                  | 3:17         |
| 9.                  | «Christopher's Mother»   | 3:40         |
| 10.                 | «Rockaway Beach»         | 3:31         |
| 11.                 | «Marshrutka Girl»        | 4:04         |
| 12.                 | «Fanny»                  | 3:43         |
| Общая длительность: | Общая длительность:      | 41:07        |